# Fin de siècle (journal)
Pour les articles homonymes, voir Fin de siècle.
Fin de siècle est un périodique français illustré, fondé en 1890 à Paris et disparu en 1910.

## Histoire du support
Fondé par Jules Lévy, et dirigé par François Mainguy, administrateur, et René Émery (1861-?), rédacteur en chef, il prend initialement comme titre Le Fin de siècle, d'abord sous-titré « hebdomadaire - travaux publics - industrie - finances », et sort dans les kiosques parisiens sa première livraison le 20 décembre 1890 au prix de 10 centimes, avec pour adresse parisienne le 5 passage de l'Opéra. Le format est de 47 × 65 cm. Un feuilleton littéraire démarre avec Le Roi de Paris de Louis Létang.
Une nouvelle formule apparaît le 17 janvier 1891, titrée cette fois Fin de siècle, avec comme sous-titre « journal littéraire illustré paraissant le samedi », avec pour adresse le 15 rue du Helder. La direction artistique, le choix des dessins, a été confié à Paul Balluriau. La une et la dernière page passent en quadrichromie. Le directeur de publication mentionné est « A. de Rocard », mais il semble qu'il s'agisse là d'un pseudonyme ou d'un prête-nom (Jules Roques ?). L'adresse de l'imprimerie de Mainguy est mentionnée comme étant au 4 rue du Bouloi. Le premier éditorial programmatique présente le journal ainsi : « Fin de Siècle, ce nouveau-né, sera fin de siècle, c'est-à-dire qu'il aura toutes nos vertus et tous nos vices. Car, fi des moralistes revêches !, les vices, nos vices mignons sont des vices charmants bien modernes, bien attirants ». Très vite le journal ajoute une édition supplémentaire le mercredi. L'adresse du siège est le 59 rue de Provence.
Littéraire, Fin de Siècle l'est sans aucun doute puisqu'il promet des « romans, contes, chansons et nouvelles », sous la plume de toute la fine fleur du roman réaliste, voire naturaliste : citons entre autres Alexandre Boutique, Paul Bourget, Aristide Bruant, Léon Cladel, Alphonse Daudet, Georges d'Esparbès, Georges de Lys, Guy de Maupassant, Oscar Méténier, Jean Richepin, Aurélien Scholl, ou Émile Zola. 
L'expression « fin de siècle » commençait depuis quelques années à circuler en langue française : en 1890, paraît une célèbre affiche signée Jules Chéret, annonce la « Revue fin de siècle » à l'Alcazar d'Été de Paris.

### La censure
Lancé sous le 2e ministère à l'Intérieur d'Ernest Constans, surnommé entre autres par L'Intransigeant, le « Père la Pudeur », les ennuis pour le journal commencent avec l'édition d'une affiche promotionnelle en 1891, signée Alfred Choubrac, dont voici les trois états lithographiés successifs :

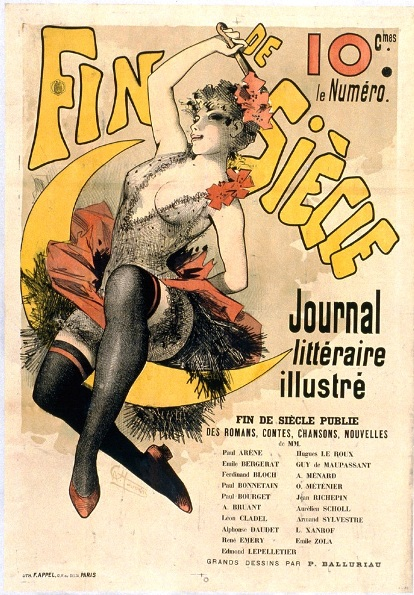
Affiche originelle, frappée d'interdiction...
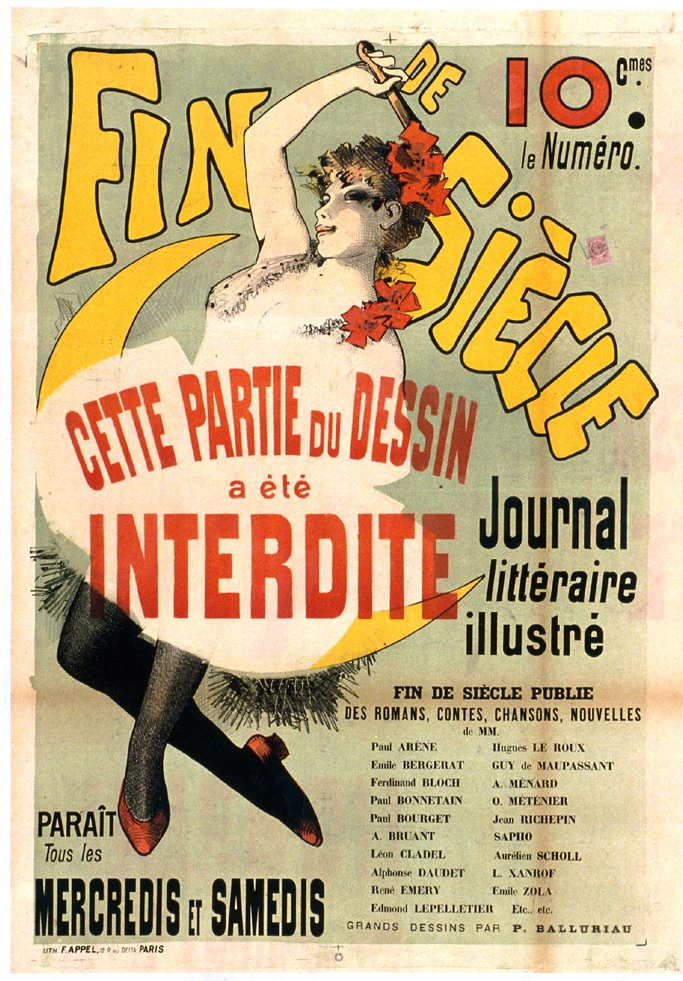
... la même, réimprimée avec « Cette partie du dessin a été interdite » en cache...
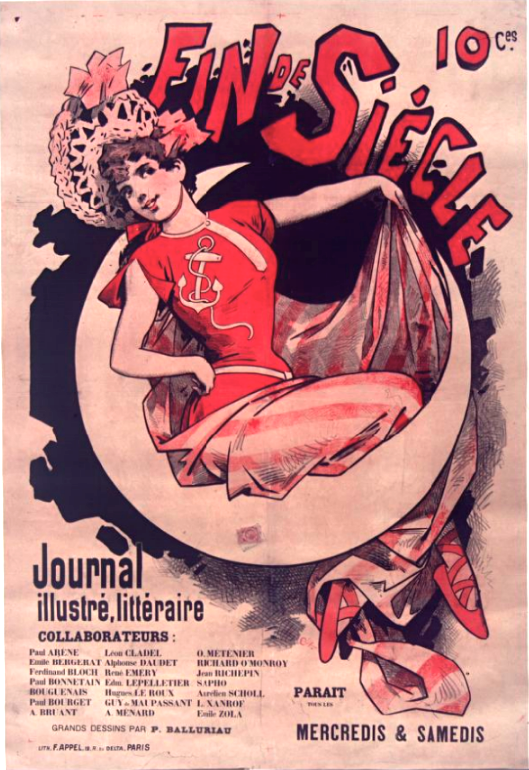
... suivie d'une nouvelle version, plus chaste.

### Le «bal Fin de Siècle»

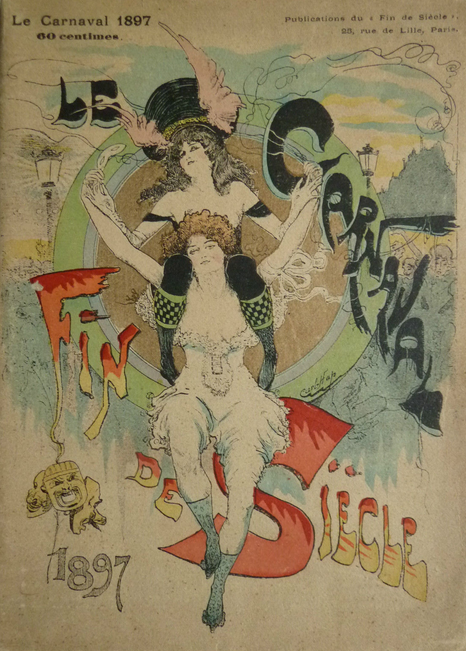
La Carnaval Fin de Siècle vu par Carl-Hap, hors-série publié en février 1897 pour le carnaval de Paris.

Le 1er mars 1893, dans la foulée du bal des Quat'z'Arts, la direction du journal organise à l'Élysée-Montmartre un bal costumé. Plus de 3 000 invitations sont lancées. François Mainguy, le financier responsable du journal, invite, pour l'ambiance, entre autres La Goulue et quelques-unes de ses camarades (dont les demoiselles  Alice Lavalle et Antoinette Rouvière dite d'Artefeuille), qui, habituées des cavalcades, arrivent au bal en « petites tenues ». Des plaintes pour tapage et outrage à la pudeur (i.e. : exhibition) sont déposées dès le lendemain. L'affaire fit grand bruit car, déjà, les Quat'z'Arts subissait les mêmes plaintes et ses responsables inculpés en même temps ; l'ambiance était, sur le plan de la police, aux lois scélérates : durant de longs débats houleux à la Chambre des députés, ces lois permirent entre autres de sanctionner tout ce qui pouvait être regardé comme une forme de provocation publique. Certaines séances furent troublées par l'intervention du prude sénateur René Bérenger, conspuant la « folie érotique » ; des témoins en faveur du journal furent entendus dont Jules Roques, patron du Courrier français. Le rendu du jugement contre Fin de Siècle, délivré par le vieux substitut Auguste Trouard-Riolle se produisit le 1er juillet, et les sanctions, comme le rapporte par exemple, La Lanterne, furent sévères, au prétexte que le carton d'invitation, tel qu'il était rédigé, encourageait les convives à venir en petite tenue : un mois de prison ferme pour Mainguy et quinze jours pour les dites demoiselles. Pourvu en appel, le jugement fut confirmé en août suivant.
Un nouveau bal Fin de Siècle sera donné le 7 février 1895 au Casino de Paris, sans incident.

### L'évolution du journal

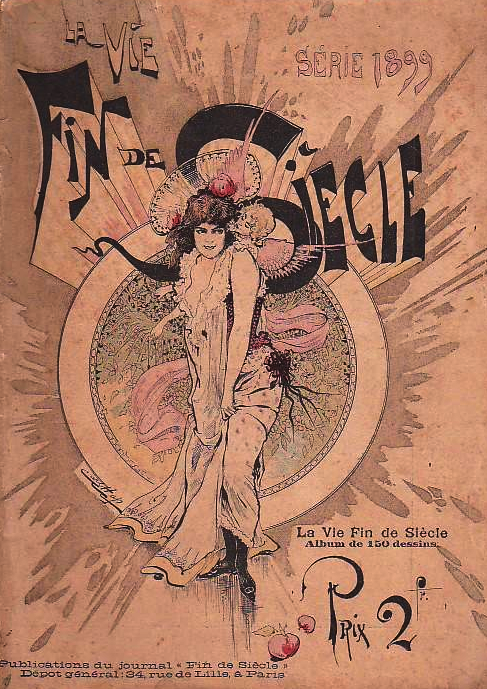
La Vie Fin de Siècle, supplément hors-série de 1899 (couverture de Carl-Hap).

Le 8 juin 1892, les exploitants du journal, la société Mainguy et Émery, est dissoute. Mainguy reprend seul l'activité. René Émery vient en effet d'être condamné à treize mois de prison pour une chronique jugée injurieuse publiée dans leur journal. Il fonde un an plus tard Le Don Juan — dans lequel écrivit Alfred Jarry —, mais doit plusieurs fois s'exiler hors de France, menacé pour ses audaces « pornographiques. »
Paraissant à partir de 1893 désormais les jeudis et dimanche, Fin de Siècle publie de 1894 à 1899 des suppléments, sous la forme d'almanachs coquins, d'albums comme La Vie. À partir de mars 1894, le rédacteur en chef est Victorien Du Saussay, qui produira par la suite de nombreux romans à caractère scandaleux, associé à P. Falstaff, développent des suppléments qui reprennent les dessins publiés dans le périodique. Les principaux dessinateurs de cette époque sont Jack Abeillé (nommé directeur artistique), José Belon, Georges Grellet, Carl-Hap, Charles Lapierre, Lubin de Beauvais, Marcel Capy, Maurice Neumont, Maurice Radiguet, Léon Roze. Le journal lance également la « Bibliothèque du Fin de Siècle », une centaine d'ouvrages à caractère érotique et parfois présentés comme artistique et scientifique : vendus dans les locaux du journal, interdits de publicité, les ouvrages de cette collection ont connu et connaîtront plusieurs rééditions jusqu'en 1914.
En janvier 1898, il est signalé que Jules Lévy, autrefois fondateur des Arts incohérents, est propriétaire du titre, et qu'il revend ses parts à un certain Élie Brachet, par ailleurs déjà directeur du journal à partir de 1894. Brachet est le parolier de nombreuses valses légères. Le siège passe au 34 rue de Lille.
En 1903, le journal annonce à travers des publicités qu'il tire à 70 000 exemplaires.
En 1906, le titre est désormais dirigé par Max Viterbo, un habitué du Cornet, qui le transforme en journal des spectacles, mais où l'on note de nombreuses reprises de dessins publiés les années précédentes.
Le 28 février 1909, le titre devient Le Fin de Siècle, « journal littéraire, théâtrale et mondain », dominical, et poursuit la numérotation précédente. Le ton devient un peu grivois. Le 17 octobre, le titre est changé en Le Nouveau Fin de Siècle, puis le 21 novembre, Le Nouveau Siècle, toujours dirigé par Viterbo.
L'ultime édition paraît le 25 décembre 1910.